# Ernest Martínez i Izquierdo
Ernest Martínez i Izquierdo (* 11. Juni 1962 in Barcelona) ist ein katalanischer Dirigent und Komponist. Martínez erwarb sich vor allen Dingen bei der Aufführung zeitgenössischer Werke einen herausragenden Ruf.

## Leben und Werk
Martínez studierte Komposition bei Josep Soler und Dirigat bei Antoni Ros i Marbà am Conservatori Municipal de Música de Barcelona.
1985 gründete er die Instrumentalgruppe Barcelona 216, mit der er Musik zeitgenössischer katalanischer Komponisten und von Robert Gerhard aufführte. Von 1985 bis 1987 war er Assistent beim Joven Orquesta Nacional de España (JONDE). 1988 übernahm er die gleiche Position beim Orquesta Nacional de España (ONE). Ein Jahr später arbeitete er auf Einladung von Pierre Boulez hin als Assistent der Leitung des Ensemble intercontemporain. Er dirigierte verschiedene europäische Orchester und trat bei bedeutenden europäischen Festivals auf. 1996 übernahm er die Leitung des Orchesters Pablo Sarasate de Navarra in Pamplona und 2002 wurde er musikalischer Direktor des Orquestra Simfònica de Barcelona i Nacional de Catalunya. Er löste hierbei den Nordamerikaner Lawrence Foster ab und hielt diese Position bis 2006. Dann wurde er von Eiji Ōue selbst abgelöst. Bis 2009 fungierte er als Gastdirigent für dieses Barceloneser Orchester.
Als Komponist stechen seine Werke für Instrumentalensembles hervor. Martínez komponierte darüber hinaus Werke wie Música per a deu violoncels i orquestra (1992, Musik für 10 Celli und Orchester) sowie Norte-Sur (1993).
Martínez spielte für die Label Deutsche Grammophon, Telarc, Harmonia Mundi, Col Legno, Ircam, Stradivarius und Naxos zahlreiche Tonträgeraufnahmen ein.
Martínez wurde mit zahlreichen Preisen ausgezeichnet. 1995 erhielt er den Ojo Crítico von der Klassikabteilung des Nationalen spanischen Rundfunks. 2000 wurde er mit dem katalanischen Roland Journalismus Preis für klassische Musik ausgezeichnet. 2001 erhielt er den Preis der Stadt Barcelona, 2006 den Latin Grammy und 2012 den Schallplattenpreis Diapason d’or, die Goldene Stimmgabel. 2006 wurde er in die Reial Acadèmia Catalana de Belles Arts de Sant Jordi berufen. Der finnische Staat zeichnete ihn 2016 als Ritter der weißen Rose von Finnland aus.